# Censo russo (2002)

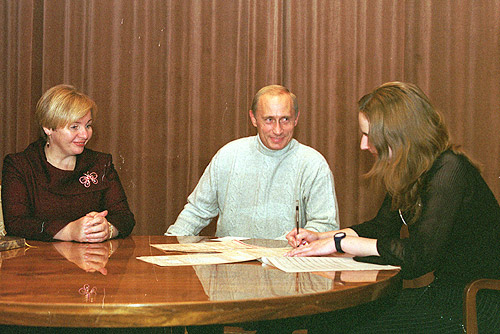
Vladimir e Lyudmila Putin participaram do Censo Populacional Russo de 2002.

O Censo russo de 2002 (em russo: Всеросси́йская пе́репись населе́ния 2002 го́да) foi o primeiro censo da Federação Russa, elaborado de 9 à 16 de outubro de 2002. Foi elaborado pelo Serviço Federal Russo de Estatísticas Estatais (Rosstat).

## Cidadania
Os participantes do censo deveriam responder a que país (ou países) eram cidadãos. Dos que responderam ao censo, 142.442.000 declararam serem cidadãos russos, dos quais 44.000 também afirmaram serem cidadãos de outros países. Entre a população residente russa, havia 1 025 413 residentes estrangeiros e 429 881 apátridas. 1 269 023 pessoas não informaram a sua nacionalidade.

## Idiomas falados
Entre as perguntas feitas estavam as seguintes: "Sabe falar a língua russa" (Владеете ли Вы русским языком?) e "Que outras línguas você pode falar?" (Какими иными языками Вы владеете?). As perguntas não distinguiam entre habitantes nativos e não-nativos nem distinguiam os graus de domínio da língua.
142,6 milhões (98,3%) dos que responderam afirmaram serem capazes de falar russo. Outros afirmaram ser em outra língua (mais de 500.000).